# 大阪警察管区
大阪警察管区（おおさかけいさつかんく）は、国家地方警察本部の地方機関で、大阪府、京都府、兵庫県、和歌山県、奈良県、三重県、滋賀県、福井県、石川県、富山県、愛知県、岐阜県の国家地方警察を管轄する。所在地は大阪府大阪市。
旧警察法（昭和22年12月17日法律第196号）施行により発足。1954年（昭和29年）の新警察法の公布により廃止され、警察庁傘下の近畿管区警察局と中部管区警察局に移行した。

## 組織
1948年（昭和23年）時点
- 総務部
- 警務部
- 刑事部
- 警備部
- 管区警察学校

## 歴代警察管区本部長
1. 谷口寛（警視監）
2. 中川淳（警視監）